# Hidayet Karakuş
Hidayet Karakuş (* 6. September 1946 in Yalvac) ist eine alevitische Schriftstellerin, Dichterin und Literaturlehrerin. Sie ist Überlebende des Brandanschlags von Sivas.

## Leben
Hidayet Karakuş wuchs im Dorf Kurusari in Yalvac. Die Grundschule besuchte sie in Yalvac. 1964 ging sie nach Isparta und besuchte dort die Schule und arbeitete als Lehrerin. 1966 besuchte sie das Bildungsinstitut und schloss ihre Lehre als Literaturlehrerin abgeschlossen.
In Adana, Manisa, Izmir gab sie Unterricht.
Am 2. Juli 1993 nahm sie zusammen mit ihrem Ehemann Iclal Karakuş und weiteren alevitischen Künstlern wie Muhlis Akarsu beim 4. Pir Sultan Abdal Festival in Sivas teil. Danach zogen sich Hidayet Karakuş und weitere Künstler ins Madimak Hotel zurück. Das Hotel wurde von Islamisten belagert und schließlich angezündet, dabei verbrannten 37 alevitische Künstler. Hidayet Karakuş und Iclal Karakuş überlebten diesen Anschlag leicht verletzt. Sie verarbeitete den Anschlag später in ihrem Buch Ateşli Mektuplar.

## Auszeichnungen
- 2010: Orhan-Kemal-Literaturpreis

## Bücher
- 1979: Günaydın Gül Yaprağı
- 1981: Yağmurlar Nereye Yağar
- 1982: Kemeraltı Şiirleri
- 1986: Hangi Leylasın Sen
- 1994: Sesini Bana Bırak
- 1995: Ateş Mektupları
- 1998: Konuş Benimle
- 2002: Sıcak Sancı

## Gedichte
- Avuntu
- Kimya
- Küçük Solgun Işık
- Ödenmez
- Sapan
- Sevgili
- Şimdi Ölme Anne
- Soydöküm

| Personendaten    | Personendaten     |
| ---------------- | ----------------- |
| NAME             | Karakuş, Hidayet  |
| KURZBESCHREIBUNG | türkische Autorin |
| GEBURTSDATUM     | 6. September 1946 |
| GEBURTSORT       | Yalvac            |